# La Côte-d'Aime
La Côte-d'Aime là một xã thuộc tỉnh Savoie trong vùng Auvergne-Rhône-Alpes ở đông nam nước Pháp.